# ونویل
ونویل (به فرانسوی: Vanvillé) یک کمون در فرانسه است که در Canton of Nangis واقع شده‌است.

## خصوصیات
ونویل ۷٫۵۳ کیلومترمربع مساحت و ۱۸۳ نفر جمعیت دارد.